# Observatorio Astronómico de Andrushivka
El Observatorio Astronómico de Andrushivka (en ucraniano: Андрушівська астрономічна обсерваторія) es un observatorio ubicado al norte de Ucrania, en el pueblo de Galchyn.
Recibe el sobrenombre de July Morning (en ucraniano: Липневий ранок) en referencia a la canción de Uriah Heep.

## Historia
Fue construido por el científico y astrónomo Yuri Ivashchenko, comenzando con la construcción en el verano de 1998. Fue presentado el 12 de abril del 2001, coincidiendo con el cuadragésimo aniversario de la primera órbita completada a la Tierra de Yuri Gagarin, en su cápsula Vostok 1. El observatorio está oficialmente reconocido en Ucrania y es miembro de la Asociación Astronómica de Ucrania.

## Descubrimientos
Durante el periodo de 2003 al 2010, el observatorio ha descubierto un total de 123 planetoides. 

## Galería

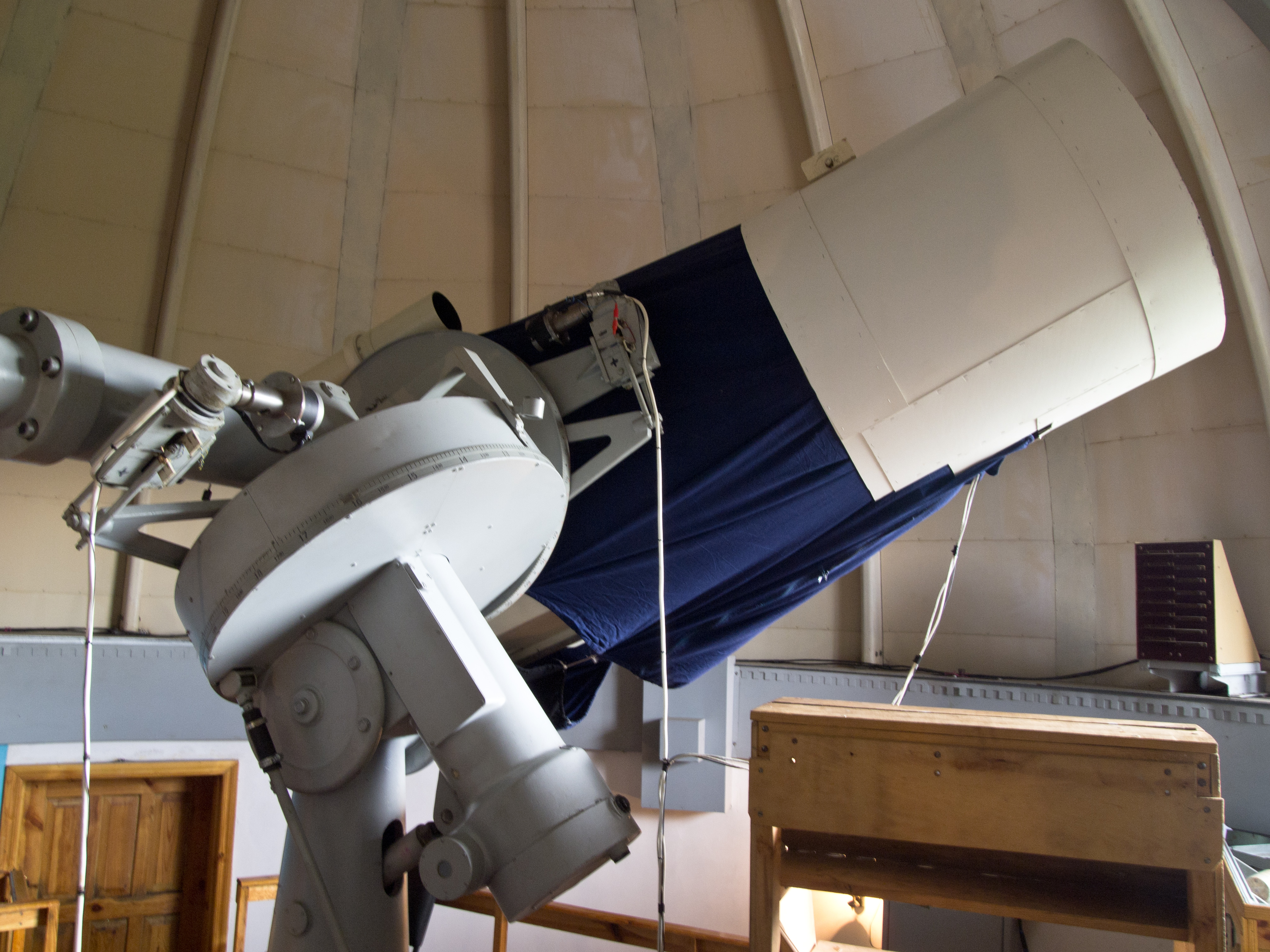
Telescopio Zeiss-600
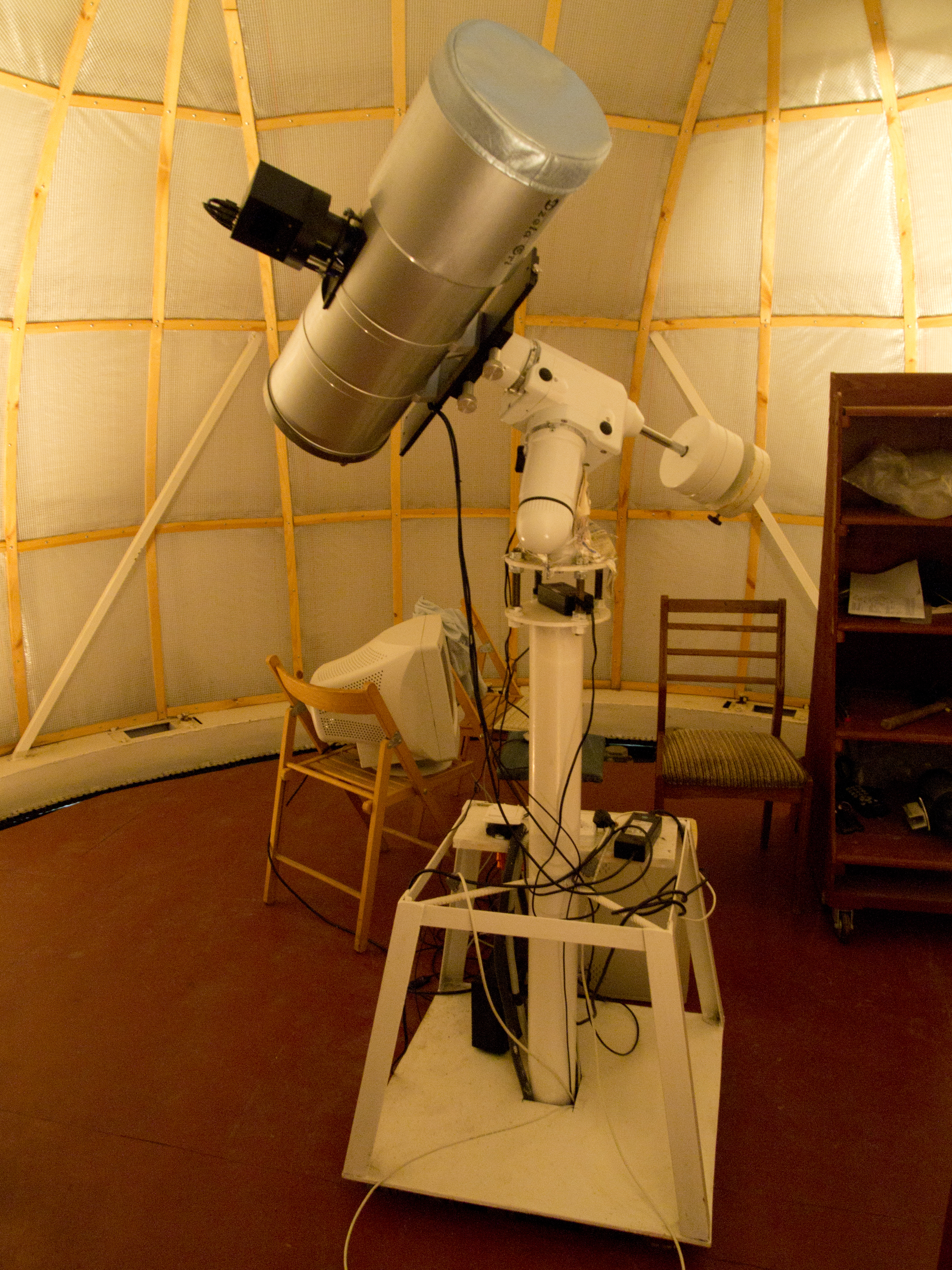
Refractor de 12 centímetros.
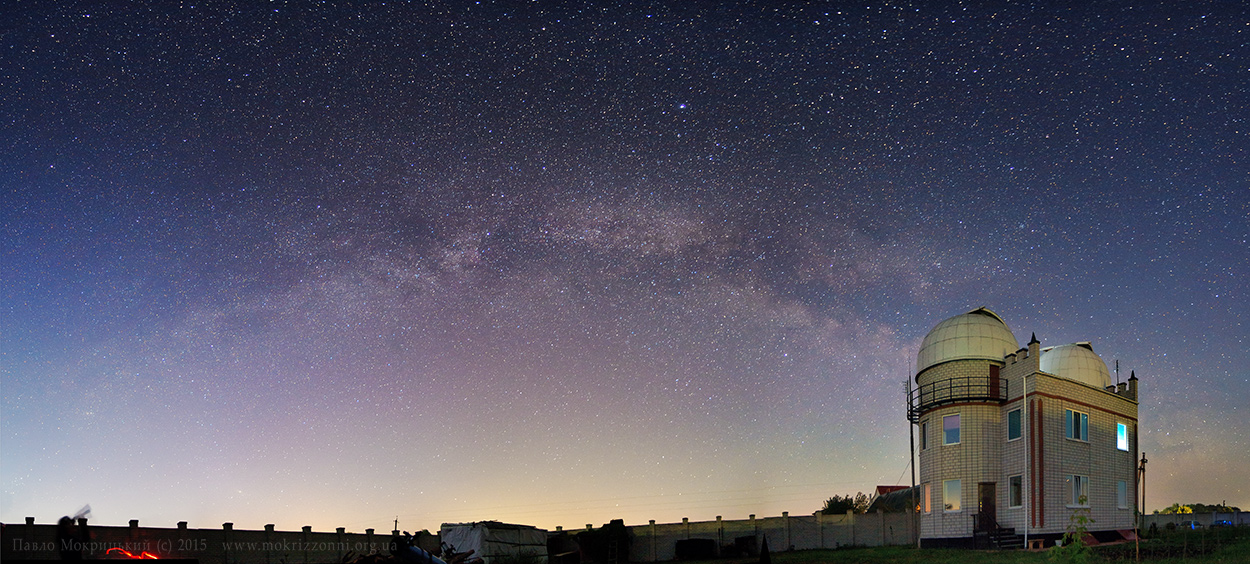
Cielo nocturno en el observatorio.